# احمد کسروی
سیّد احمد حُکم‌آبادی تبریزی (۸ مهر ۱۲۶۹ – ۲۰ اسفند ۱۳۲۴) که بعدها نام خانوادگی کَسرَوی را برگزید، تاریخ‌نگار، زبان‌شناس، پژوهشگر، حقوق‌دان و اندیشمند ایرانی بود. وی استاد رشتهٔ حقوق در دانشگاه تهران و وکیل دعاوی در تهران بود.
احمد کسروی در حوزه‌های مختلفی چون تاریخ، زبان‌شناسی، ادبیات، علوم دینی، روزنامه‌نگاری، وکالت، قضاوت و سیاست فعالیت داشت. وی بنیان‌گذار جنبشی سیاسی اجتماعی با هدف ساختن یک «هویت ایرانیِ سکولار» در جامعهٔ ایران، موسوم به جنبش «پاک‌دینی» بود که در دوره‌ای از حکومت پهلوی شکل گرفت.
کسروی خواستار مبارزه با «واپس‌ماندگی فکری و علمی» و روشن‌گری در تمامی وجوه زندگانی بود؛ وی از آنچه «اوضاع زندگی، خرافه‌گرایی و آداب اجتماعی» مردم ایران می‌دانست، انتقاد داشت؛ موضع‌گیری‌های احمد کسروی در برابر کیش‌های رایج، نهادهای مذهبی و اخلاقی، مسلک‌ها، ارزش‌های سنتی و فرهنگی و تاختن او به باورهای دینی و فرهنگی از تشیع و بهائیت گرفته تا شعرهای خیام، حافظ، سعدی و دیگر شاعران ایرانی، از جمله مواردی بود که مخالفت‌های بسیاری را علیه او برانگیخت.
آثار احمد کسروی بالغ بر ۷۰ جلد کتاب به زبان‌های فارسی و عربی است. از مهم‌ترین آثار کسروی می‌توان به دو کتاب تاریخ مشروطهٔ ایران و تاریخ هیجده‌ساله آذربایجان اشاره کرد که از مهم‌ترین آثار مربوط به تاریخ جنبش مشروطه ایران هستند و تا به امروز مراجع اصلی محققان دربارهٔ این جنبش بوده‌اند. وی در کتاب آذری یا زبان باستان آذربایجان، برای نخستین‌بار این نظریّه را مطرح کرد که زبان تاریخی منطقهٔ آذربایجان پیش از رایج‌شدن زبان ترکی آذربایجانی که مورخان از آن به نام «آذری» یاد کرده‌اند، زبانی از خانوادهٔ زبان‌های ایرانی بوده است. این نظریه امروز در میان دانشمندان به‌طور عام پذیرفته شده است.
احمد کسروی در ۲۰ اسفند ۱۳۲۴ و در سن ۵۵ سالگی، در اتاق بازپرسی ساختمان کاخ دادگستری تهران «به ضرب گلوله و ۲۷ ضربه چاقو» توسط افراد گروه «فدائیان اسلام» ترور شد.

## نام و تبار
در روز چهارشنبه ۸ مهر ۱۲۶۹ خورشیدی، سید احمد در خانواده‌ای شیعه، مذهبی و معتقد در حکم‌آباد تبریز به دنیا آمد. نیاکانش همه روحانی و پیش‌نماز بودند. پدرش «میرقاسم» از روحانیت کناره گرفته به بازرگانی پرداخته‌بود. مادرش خدیجه خانم زنی بی‌سواد اما روشن‌اندیش از یک خانوادهٔ کشاورز بود. خانوادهٔ احمد در حکم‌آباد مسجدی به نام پدربزرگ او به نام «میراحمد» داشته‌اند.
پدرش آرزو داشت تا دارای پسری گردد که جای پدربزرگش را در مسجد خانوادگی‌شان بگیرد و از این‌رو هر پسری را که از او زاییده می‌شد را به نام پدرش، «میراحمد» می‌نامید، ولی پسرهای او یکی‌یکی پس از زایش می‌مردند تا این‌که «احمد کسروی» زاده شد. او چهارمین پسری بود که حاجی میرقاسم، میراحمد نام نهاد.
در شب سه‌شنبه ۱۱ دی ۱۲۸۱ میرقاسم پدر احمد از دنیا رفت و احمد که در آن زمان دوازده سال بیشتر نداشت، ناچار شد تا درس را کنار نهد و برای تأمین مخارج خانواده به ادارهٔ کارگاه قالی‌بافی پدرش بپردازد.
احمد در سال ۱۲۸۹ خورشیدی و در سن ۲۰ سالگی به اصرار و اجبار خانواده به لباس روحانیون شیعه درآمد و بر منبر مسجد آبا و اجدادی‌اش نشست. ولی در سال ۱۲۹۱ خورشیدی پس از آن‌که به گناه هواداری از جنبش مشروطه مورد ناسزاگویی روحانیون قرار گرفت و به قول خودش «پی به احوال آخوندهای ریاکار برد» از ملایی و در مسجد به منبر نشستن کناره گرفت. در سال ۱۳۰۶ خورشیدی، به درخواست علی‌اکبر داور، رئیس عدلیه، عبا و عمامه را کنار گذاشت و از لباس روحانیون خارج شد.

## زندگی

### سال‌های آغازین زندگی[۱۹]

این عکس در قوچان و زمانی گرفته شده است که کسروی از سوی وزارت دادگستری به ماموریّت خراسان رفته بود. در دست راست کسروی، کسرائی (شهردار قوچان) و دخترش فروغ و در دست چپ او افسران ژاندارمری دیده می‌شوند

کسروی در روز چهارشنبه ۸ مهر سال ۱۲۶۹ خورشیدی (برابر با ۱۴ صفر ۱۳۰۸ قمری) در محلهٔ حکم‌آباد (هکماوار) شهر تبریز زاده شد. نیاکانش همه ملا و پیش‌نماز بودند. خانواده‌اش از آن رو که قبل از او چند فرزندشان از دنیا رفته بودند، او را با توجه بسیاری بزرگ کرده بودند. و به گفتهٔ خودش مادرش او را از بازی کردن با دیگر بچه‌ها بازمی‌داشته است. وی را از شش سالگی به مکتبی در هکماوار فرستادند، ملّای آن مکتب آخوندی بوده که قرآن یاد می‌داده از زبان فارسی چیز چندانی نمی‌دانسته. با این همه کسروی در آموختن، در سنجش با همسالانش پیشتاز بود و بسیاری چیزها را با کوشش خود و یاری خانواده‌اش آموخت. در ۱۲ سالگی پدرش درگذشت. پس از مرگ پدرش از درس دست کشید زیرا تا آنجا که در درس رسیده بود در هکماوار آموزگاری نداشت و همچنین باید برای گذران زندگی خانواده کار می‌کرد. از این رو سه سال به گرداندن قالیبافی پدرش پرداخت. پس از آن دوباره به مکتب بازگشت. حاجی میرمحسن آقا که شوهر عمه و قیم خانوادهٔ کسروی بود وی را به مدرسه طالبیه که بزرگ‌ترین مدرسه تبریز شمرده می‌شد، فرستاد. کسروی نخستین بار در همین مدرسهٔ طالبیه با محمد خیابانی که هیئت بطلمیوسی درس می‌داد آشنا شد.
در ۱۲۸۵ و هم‌زمان با آغاز این جنبش در تبریز کسروی نخستین بار با نام مشروطه برخورد کرد و به گفتهٔ خود از همان آغاز به مشروطه دل بست. در همین هنگام روحانی جوانی در هکماوار به دامادی میرمحسن آقا، قیم خانوادهٔ کسروی درآمده و میرمحسن هم مسجد نیای کسروی را بدو سپرده بود و کسروی را نیز وادار کرده‌بود که از او درس آموزد؛ ولی کار آن دو به دشمنی کشیده‌بود. گرایش کسروی به مشروطه و مخالفت این روحانی و میرمحسن آقا با مشروطه نیز دشمنی ایشان را بیشتر می‌کرد. از این رو کسروی از آموختن از وی دست کشید و در نتیجه قیم خانوادهٔ او هم از کسروی رنجید و برخوردش را با او عوض کرد.
در ۱۲۸۷، محمدعلی شاه قاجار مجلس را به توپ بست. در این هنگام حاجی میرزا حسن مجتهد با گروهی از هم‌اندیشان‌اش در دوه‌چی انجمن اسلامیه را پدیدآوردند و کسروی که در این زمان هنوز طلبه بود بینندهٔ این رخدادها بود. پس از آن، تبریز چهار ماه دچار درگیری و خون‌ریزی بود که حاصلش برچیده‌شدن اسلامیه بود. کسروی که در این زمان هفده ساله بود به ناچار خانه‌نشین شد و به خواندن کتاب پرداخت. در این زمان بیشتر مردمان هکماوار و همچنین خانوادهٔ کسروی دشمن مشروطه بودند و کسروی که به مشروطه دلبستگی پیدا کرده بود به ناچار دلبستگی خود را پنهان می‌داشت. در این میان رخدادهای تبریز را دنبال می‌کرد تا این‌که تبریز رو به آرامش برداشت و کسروی دوباره به درس‌خواندن پرداخت. پس از دو سال درس خواندن سرانجام وی به درجهٔ روحانیت رسید.
در تابستان ۱۲۸۹ کسروی به بیماری تیفوس دچارشد. بر اثر این بیماری کسروی گرفتار یک ناتوانی پیوسته‌ای شد که همواره با او بود. همچنین مبتلا به کم‌خونی شده و چشم‌هایش کم‌سو گردید و به بدگواری (سوء هاضمه) دچارشد.
پس از رهایی از بیماری خویشانش و اهل محل به گفتهٔ خودش به زور وی را به مسجد نیایش بردند تا روحانی آن‌جا شود و برپایهٔ گفته‌های خود کسروی از پیشهٔ روحانیت و به منبر رفتن همواره دچار شرمندگی بود و در اندیشهٔ جستن کاری دیگر. از سوی دیگر روحانی رقیب که داماد قیم او میرمحسن بود نیز ضد کسروی تبلیغ می‌کرد و وی را مشروطه‌چی می‌خواند تا مردم را از گرد او بپراکند. در این زمان کسروی دو برادر کوچکش را به دبستان نجات فرستاد. به گفتهٔ کسروی همان که برادران او نیز مانند دیگر سادات عمامه به سر نمی‌گزاردند و شال سبز نمی‌بستند از دید مردم گناه بود چه رسد به آنکه به دبستان می‌رفتند. از سوی دیگر کسروی به شیوهٔ ملایان رفتار نمی‌کرد، ریشش را می‌تراشید، کفش پاشنه‌بلند و جوراب ماشین‌باف می‌پوشید، عمامهٔ کوچک به سر می‌گذاشت، شالش را سفت می‌بست و عینک به چشم می‌زد که مخالفان وی همهٔ این‌ها را دلیل فرنگی‌پرستی او می‌شمردند. از این گذشته روضه نمی‌خواند و روضه‌خوانان را نقد می‌کرد و تنها به خواندن عقد می‌پرداخت. از این زمان خود ادارهٔ خانواده‌اش را به دست گرفت ولی دچار تنگدستی شد. در این هنگام قرآن را از برگردانید و در معنایی که از خود آیه‌های قرآن درمی‌آمد می‌اندیشید. به گفتهٔ کسروی نخستین تکانی که در اندیشه‌ها و باورهای او پدید آمد از این راه بود.

### آشنایی با دانش‌های روز
در ۱۲۹۰، محمدعلی شاه قاجار به هوای بازپس‌گیری تاج‌وتخت به ایران برگشت و در این‌جا و آن‌جا از کشور میان مشروطه‌خواهان و هواخواهان شاه پیشین درگیری و جنگ برخاست، تبریز نیز از آشوب در امان نبود. در این زمان کسروی به گفتهٔ خود کمتر از هکماوار بیرون می‌رفت. در تابستان همان سال ستارهٔ دنباله‌دار هالی هم پدیدارشد. کسروی با شور بسیار شب‌ها به بام خانه می‌رفت و این ستاره را می‌نگریست و به گفتهٔ خودش این ستاره و کنجکاوی برای دانستن رازش بود که کسروی را به دانش‌های روز آن زمان رهنمون‌شد. روزی یک شماره از ماهنامهٔ عربی مصری المقتطف به دست کسروی افتاد که گفتاری دربارهٔ هالی در آن بود. این‌چنین با دانش نوین ستاره‌شناسی آشناشد و به جستجوی کتاب‌هایی دربارهٔ دانش‌های اروپایی چون فیزیک و شیمی پرداخت. دربارهٔ ستاره‌شناسی کتاب هیئت طالبوف را یافته و خواند.

### کنار گذاشتن پیشه روحانیت
«کسروی در آن زمان عمامهٔ سیاه به سر داشت، لباده و قبای بلند می‌پوشید و عبای سیاهی بر آن می‌افکند. عمامهٔ کوچک فشرده او بهترین نمایندهٔ طلاب تبریزی بود. چهرهٔ لاغر، استخوان‌های برجسته، سیمای رنج کشیده و عصبانی و در ضمن مستبد به رای و مصر در عقیده را نشان می‌داد. هنوز عینک نمی‌زد. فارسی را به لهجهٔ مخصوص آذربایجانی، ولی بسیار شمرده حرف می‌زد. در نخستین مکالمه‌ای که با او کردم بر من ثابت شد که مرد بسیار بی‌باکی است و حتی عقاید خاص خود را با بی پروایی خاص ادا می‌کند. از این که برخلاف عرف و برخلاف عقیدهٔ دیگران چیزی بگوید باک نداشت. این اصطلاح معروف دربارهٔ وی بسیار بجا بود که «سرش بوی قرمه سبزی می‌دهد.»— سعید نفیسی، 
احمد کسروی در نوجوانی وارد مدرسه طالبیه تبریز شد
و به تحصیل علوم اسلامی پرداخت و پس از مدتی به عنوان مبلغ شیعه، ملبس به لباس روحانیت شیعه گردید.
او در مدرسه طالبیه، با شیخ محمد خیابانی و شیخ غلامحسین تبریزی هم دوره بود.
وی مدت کوتاهی نیز پیش نماز مسجد کسروی در محله حکم‌آباد تبریز بود.
در ۲۹ آذر ۱۲۹۰ روس‌ها با مجاهدان در تبریز درگیر شدند. کسروی اگرچه در هکماوار از درگیری دور بود، ولی این درگیری و پایداری ایرانیان بر او اثر گذارد و چون محرم هم آغاز شده‌بود بر منبر مردمان را می‌شوراند. کسروی به این هم بسنده نکرده و کوشید با چند تنی تفنگ فراهم کرده به جنگجویان بپیوندند؛ ولی جنگ چهار روز بیشتر به درازا نکشید و مجاهدان از شهر بیرون رفتند و روس‌ها بر تبریز چیره شدند و صمد خان از دشمنان دیرین مشروطه را بر شهر گماردند. روحانیون مخالف مشروطه و پیروانشان هم خشونت سختی را به مشروطه خواهان رواداشتند. کسروی نیز ناچار شد با فشار حاجی میرمحسن آقا قیم خانواده‌شان در باغ امیر به دیدار صمد خان برود. با این همه برای آن چند روزی که او به منبر رفته بود روحانیون تکفیرش کردند و روحانی هم که در هکماوار هماورد او بود اوباش را می‌انگیزاند تا به او آسیب بزنند و سرانجام هم مردم اندک‌اندک از گرد منبر او پراکنده‌شدند و او این‌گونه از روحانیت کناره‌گرفت و به گفتهٔ خود بار روحانیت از گردنش برداشته‌شد.
از این پس کسروی چندی خانه‌نشین‌بود و به خواندن کتاب‌های گوناگون می‌پرداخت و با دانش‌های روز آشنا می‌شد و کم‌کم دوستانی هم از میان آزادی‌خواهان یافت. یکی از کتاب‌هایی که به گفتهٔ کسروی خواندنش تکانی بر او آورد کتاب سیاحتنامه ابراهیم بیگ بود.

### پس از روحانیت
کسروی از راه مغازه‌ای که از آن کتاب می‌خرید با چند تن از آزادی‌خواهان آشناشد که یکی از آنان خیابانی بود که پس از بسته شدن مجلس به قفقاز و از آن‌جا به تبریز آمده‌بود و اینچنین میان ایشان دوستی پدید آمد. همچنین با رضا سلطانزاده آشناشد که این دوستی پایداری بود و تا سال‌های واپسین زندگی کسروی نیز برپابود.
در این هنگام کسروی با دخترعمهٔ خود -دختر بزرگ خانواده‌شان میرمحسن آقا- پیمان زناشویی بست؛ ولی در این هنگام آزارهایی از روحانیون می‌دید و او را به فرنگی‌پرستی و ناباوری به دین متهم می‌کردند. از سوی دیگر چون کاری نداشت دچار تنگدستی شد، به ناچار به فروش کتاب‌هایش دست زد و البته از دوستان دیرینهٔ پدرش یاری می‌گرفت. به کسروی پیشنهاد شد به جوراب‌بافی بپردازد و او یک ماشین جوراب‌بافی خرید، ولی ماشین ناسالم بود و کسروی آن را پس داد، با این همه فروشنده پیش پرداخت وی را بازنگرداند. ماشین دیگر خرید ولی این یکی هم دچار مشکل شد و او آن را باخت.
کسروی که در فراهم‌آوردن پیشه‌ای ناکام مانده بود و کتاب‌هایش را نیز فروخته بود بسیار افسرده‌شد. دلبستگی او به سه رشتهٔ ریاضی، تاریخ و زبان عربی بود و او زمانش را به آموختن و خواندن این‌ها می‌گذراند. در این زمان برای مجله‌ای به نام العرفان که در صیدا به چاپ می‌رسید گفتاری به عربی نوشت و فرستاد که این نشریه بی کم‌وکاست به چاپ‌رساند.

### مدرسه آمریکایی
در تابستان ۱۲۹۳ جنگ جهانی یکم در اروپا آغاز شد. در این زمان عثمانی تا تبریز پیشروی کرد و روسیه را پس زد، ولی چندی نگذشت که شکست‌خورد و پس نشست. این‌چنین آذربایجان میدان جنگ دولت‌های درگیر در جنگ شده‌بود.
در ۱۲۹۴ کسروی در پی دانش‌های نوین خود را نیازمند آموختن زبانی اروپایی دید. نخست کوشید فرانسوی بیاموزد ولی دانست که بی‌آموزگار نمی‌تواند. پس خواست به مدرسهٔ آمریکایی تبریز به نام «مموریال اسکول» برود از این‌رو به نزد مستر چسپ مدیر آن مدرسه رفت و خواهش خود بازگفت. چسپ بالا بودن سال کسروی را منعی بر شاگردی او در آن مدرسه دانسته و بدو پیشنهاد کرده‌بود که در جایگاه آموزگاری بدانجا برود و روزی دو ساعت هم خود به آموختن بپردازد، کسروی هم که از بیکاری رنج‌می‌برد آن پیشنهاد را پذیرفت و به آموزاندن درس عربی به شاگردها پرداخته و خود نیز به آموختن زبان انگلیسی پرداخت. در همان ماه‌های نخست بود که خودآموزی دربارهٔ اسپرانتو یافت و بدان زبان دلبسته شد. همچنین روشی را برای آموزاندن عربی به شاگردان برگزید. سپس کتابی دربردارندهٔ این روش به نام النجمةالدریة نگاشت که تا چندی در دبیرستان‌های تبریز آموخته می‌شد.
در مدرسهٔ آمریکایی سه تیرهٔ مسیحی(ارمنی و آشوری)، مسلمان و گورانی (یا علی‌اللهی) بودند که میان مسیحیان و مسلمانان درگیری بود و کسروی نیز از این درگیری آسوده‌نماند. برخی از مسئولان مسلمان آن‌جا نیز با وی دشمنی می‌نمودند. با این همه کسروی چسپ را مرد درستی می‌خواند که از پی‌ورزی دینی به دور بود.
میان سال‌های ۱۲۹۴ و ۱۲۹۵ کسروی که با تاریخ و باورهای بهایی آشنا بود با مبلغان این دین بحث‌هایی داشت.
در این زمان نیز کسروی به گفتهٔ خود از آزار روحانیونی که رفتن به مدرسه آمریکایی را برای خواندن درس بابی می‌دانستند آزارها می‌دید.

### رفتن به قفقاز
در بازهٔ زمانی بسته‌شدن مدرسه در ۱۱ تیر ۱۲۹۵، کسروی برای یافتن کاری و نیز به دست آوردن تندرستی (پزشکان برای بهبودی بیشتر بدو پیشنهاد سفر داده بودند) وامی از آشنایان گرفت و با راه‌آهن راهی قفقاز شد. در این سفر کسروی کوشید تا زبان روسی را بیاموزد. به تفلیس رفت و پس از دو روز راهی باکو شد. در باکو کاری نیافت پس سوار کشتی شده به عشق‌آباد رهسپارشد. آنگاه به مشهد رفت و پس از یک‌ماه از آن راهی که آمده‌بود به باکو بازگشت و چون دوباره کاری نیافت باز به تفلیس رفت. در تفلیس با آزادی‌خواهانی آشنا شد و همچنین از آن شهر و مردمانش خوشش آمد پس چندی در آن سامان ماندگار شد. در آن‌جا با گیاه‌شناسی آشنا شد. با این همه کاری در آن‌جا نیافت. پس در نیمه مهرماه به انگیزه نامه مادرش و فراخوان مستر چسپ، مدیر مدرسه مموریال، به تبریز بازگشت.

### رها کردن مدرسه آمریکایی
در بازگشت دشمنی میان مسلمانان و ارمنیان بیشتر شده و کسروی هم برخوردهای لفظی‌ای با آنان داشت تا این‌که یک روز هنگام برون‌شُد از مدرسه چند دانش‌آموز ارمنی وی را دنبال کرده و عبایش را کشیده و برده‌بودند. این کار به اعتصاب مسلمانان در مدرسه انجامید و اگرچه با پا درمیانی مدیر دانش‌آموزان از وی پوزش خواستند ولی کسروی که رنجیده‌بود دیگر به مدرسه نرفت.

### پیوستن به دموکرات‌ها و رویدادهای پس از فروپاشی رژیم تزاری روسیه
پس از بیکاری کسروی کتاب النجمةالدریة را در زمان آزادی که به دست آورده بود نگاشت که از این کتاب بالاتر یادشده است. با چاپ این کتاب با ادارهٔ فرهنگ آذربایجان آشنایی یافت. در این هنگام سال ۱۲۹۶ بود که نیکولای دوم واپسین تزار روسیه سرنگون‌شد. این سرنگونی بر روزگار آن زمان ایران و به ویژه تبریز که روس‌ها در آن‌جا نفوذ داشتند اثرگذار بود. در این میان خیابانی دست به بازگشایی حزب دموکرات در آذربایجان زد. در این هنگام به گفتهٔ کسروی برخی از مشروطه‌خواهان که در شش سال گذشته از دیگران آزارهای بسیاری دیده بودند سر به کینه‌جویی برداشتند که کسروی می‌کوشید آن‌ها را آرام نگه‌دارد و به چند تن از دشمنان دیروزش نیز پناه داده‌بود. در این هنگام بود که دبیرستان‌ها باز می‌شد و کسروی را برای آموزش عربی در دبیرستان خواندند. در این هنگام بود که کسروی به دموکرات‌ها پیوست.
در این هنگام در تبریز بیماری وبا پخش شد و کسروی هم دچار این بیماری شد. همچنین تبریز دچار خشکسالی نیز شد. در این شرایط دولت به مردم آرد می‌داد و دموکرات‌ها نیز میانجی پخش آرد میان مردم بودند. کسروی هم در هکماوار در این کار به کوشش پرداخت.
همزمان در روسیه کمونیست‌ها بر سر کار آمده‌بودند. در ایران هم آشوب به پا بود، به ویژه در آذربایجان روس‌های در حال پس‌نشینی دست به تاراج و ویرانی شهرهایی چون خوی زدند. در ارومیه و سلماس هم شورش آسوری‌ها خونریزی‌ها پدیدآورد. با آمدن زمستان دولت که به بی‌چیزان نان می‌داد خود دچار گرفتاری‌شد و از جیره ایشان کاست. آنگاه بیماری‌های تیفوس و تیفوئید هم در تبریز گسترش یافت و کشته‌های بسیاری به‌جای گذارد. در این میان یکی از برادران و نیز خواهرزادهٔ کسروی نیز دچار بیماری شدند ولی بهبود یافتند ولی چون مادر کسروی خدیجه خانم به تیفوس دچارشد بهبود نیافت و درگذشت. این رویداد کسروی را آزرد و به گفتهٔ خود پس از مرگ پدرش غمبارترین رخداد زندگیش بود.
در ۱۲۹۷ سپاهیان عثمانی به آذربایجان ریختند و جای روس‌ها را گرفتند. اینان به دموکرات‌ها بدبین بودند پس خیابانی و چند تن از یارانش را گرفتند و از تبریز بیرون راندند. عثمانی‌ها در تبریز باهمادی را به نام اتحاد اسلام پدیدآوردند که گروهی از تبریزیان و نیز دموکرات‌ها بدان پیوستند ولی کسروی بدان‌ها نپیوست. در این هنگام کسروی که در هکماوار دشمنان چندی داشت بهتر دید که جای زندگیش را عوض کند، پس به لیلاوا که در آن زمان یکی از بهترین کوی‌های تبریز بود کوچید. در این زمان تقی رفعت از یاران خیابانی به همدستی عثمانیان روزنامه‌ای به زبان ترکی به نام آذرآبادگان پایه‌ریزی کرده و در آن به تبلیغ پانترکیسم پرداخته‌بود. با این همه چون جنگ جهانی یکم به شکست متحدین انجامیده‌بود در مهرماه همان سال سپاهیان عثمانی تبریز را رها کردند و رفتند و اتحاد اسلام نیز فروپاشید. پس کسروی و دیگر دموکرات‌ها به بازسازی سازمان خود پرداختند و کسانی را که با عثمانیان همکاری کرده و در گسترش پانترکیسم کوشیده بودند را از حزب راند. اینان چنین نهادند که از این پس حزب از زبان فارسی بهره برد و یکی از آرمان‌های خود را نیز گسترش این زبان در آذربایجان بگذارد. در این میان خیابانی به تبریز برگشت ولی برخی کارهایش از جمله برگرداندن رانده شدگان از حزب و نیز انداختن گناه ترورهای پیشینش در تبریز را برگردن دیگران، دموکرات‌ها را از او رنجیده‌ساخت. در این میان کسروی هم دلزده شده و از حزب پا کشید. با آغاز انتخابات دور چهارم مجلس در ۲۱ تیر۱۲۹۸ خیابانی دوباره دموکرات‌ها را گردآورد و از کردار پیشینش پوزش خواسته خواهان همبستگی دوباره دموکرات‌ها شد؛ ولی باز هم خودکامگی خیابانی کسروی و دیگران را آزرده می‌ساخت. در این هنگام وثوق‌الدوله قرارداد ۱۹۱۹ را با انگلستان بست، ولی خیابانی برخلاف چشمداشت یارانش خاموشی گزید و بر آن نتاخت، این نیز رنجش دموکرات‌ها را افزون ساخت. در همین زمان بود که کسروی به کار در عدلیه پرداخت (۲۴ شهریور ۱۲۹۸).
در همین هنگام کار دو دستگی میان دموکرات‌ها بالا گرفت و هم‌اندیشان کسروی از حزب انشعاب دادند و دسته تنقیدیون را پدیدآوردند. در واپسین دیداری که میان کسروی و خیابانی پدید آمده‌بود این دو به درشتی با هم سخن گفتند و پس از آن کسروی دیگر با خیابانی دیداری نداشت. اگرچه کسروی در زندگی‌نامه‌اش از آن درشتی در برابر مردی که هجده یا هفده سال از او بزرگ‌تر بود ابراز پشیمانی کرده است.
خیابانی اندکی پس از آن در روز سه شنبه ۱۷ فروردین ۱۲۹۸ بر دولت شورید. کسروی و یارانش دسته خود را منحل کردند ولی خیابانی به تعقیب آنان پرداخته و گروهی از ایشان را آزارانده بود. کسروی هم به ناچار خانه نشین‌شد. پس از چند روز به ناچار به فخرآباد، دهکده‌ای در دو فرسنگی تبریز رفت. پس از دو هفته سرگرد ادموند رئیس اداره سیاسی بریتانیا خواستار دیدار با کسروی شد. کسروی به کنسول‌خانه بریتانیا در تبریز رفت و با ادموند دیدارکرد. به گفتهٔ کسروی نگرانی انگلستان از گسترش بلشویسم بود چه که میرزا کوچک خان هم با اینان همپیمان شده بود و بریتانیا می‌خواست از مرام خیابانی سر درآورد. ادموند می‌خواسته که کسروی را برانگیزاند تا ستیز با خیابانی را پی‌گیرد، ولی کسروی نپذیرفته و بدو شرح داده که نخست دسته ایشان در هماوردی با خیابانی ناتوانند و دوم آنکه چون خیزش او برای آذربایجانست به رویارویی با او تن نخواهد داد. در همین هنگام نیز از نخست‌وزیری به دسته تنقیدیون تلگراف رمزی‌ای رسیده بود که اگر به نبرد با خیابانی برخیزید دولت به شما یاری‌خواهد رساند که آن هم پذیرفته نشد. در این هنگام کسروی باز به تبریز بازگشته‌بود ولی خود و دوستانش زیر فشار و تهدید بودند.
چون گروهی از یاران کسروی دربند خیابانی گرفتار آمدند کسروی به ناچار با همسرش از تبریز بیرون رفت، شهرها و دیه‌ها را تنها گذراند تا این‌که در شاهین‌دژ به تب نوبه دچارشد و یک ماه و نیم در آن سامان ماندگارشد. در آن‌جا مهمان حاجی میرزاآقا بلوری بود. چون در آن‌جا پزشکی نبود میزبانش به خواهش کسروی وی را روانه تهران کرد.
در تهران کسروی با یارانش که خیابانی ایشان را از تبریز رانده‌بود دیدارکرد. با این‌که بیماری او را رها نکرده‌بود به جستجوی کار برخاست. سرانجام برای آموزگاری عربی در دبیرستان ثروت پذیرفته شد. در تهران نشست‌هایی برگزار می‌شد و از کسروی درخواست می‌شد تا به ستیز با خیابانی بپردازد، ولی کسروی از این کار پرهیز می‌نمود. در این میان مخبرالسلطنه که والی تازه آذربایجان شده بود از کسروی خواست تا در خواباندن شورش خیابانی همراه او باشد، ولی کسروی نپذیرفت. خیابانی دو هفته پس از آن کشته شد- یا خودکشی کرد - و شورشش فرونشانده شد.

### مرگ همسر نخست
در تهران نوشتارهایی دربارهٔ نارسیدگی به گور نادرشاه افشار نوشت که این کوشش‌ها به آشنایی او با گروه‌های اسپرانتودان هم انجامید. همچنین نشست‌ها و بحث‌هایی با بهاییان داشت. در این میان به او پیشنهاد ریاست عدلیه تبریز را کردند که نپذیرفت. در این میان کسروی هنوز خانواده‌اش را به تهران نیاورده بود و برای این کار پول بسنده‌ای نداشت. در این میان بدو عضویت در استیناف تبریز را پیشنهاد کردند که او پذیرفت. در بهمن به سوی تبریز راه افتاد، برف و بوران او را بیست روز در راه نگه‌داشت. در این هنگام آذربایجان چون دیگر جاهای ایران آشفته‌بوده و اسماعیل آقا سمتقو بر ارومیه چیره گشته‌بود. عدلیه نیز آنگونه که کسروی می‌گفت دچار فساد بسیاری بوده است. روزنامه ملانصرالدین که در پی شورش قفقاز این زمان در آذربایجان پخش می‌شد نیز به این تباهی به زبان طنز می‌پرداخت. با این همه کسروی سه هفته بیشتر در تبریز نماند چه که سید ضیاءالدین طباطبایی با کودتا دولت را در دست‌گرفته و او در ۲۳ اسفند دستور به بستن عدلیه داده‌بود. اینچنین کسروی باز بیکار گردیده و با تنگدستی روبه‌رو گشت. در بهار ۱۳۰۰ سید ضیا برافتاد و احمد قوام جای او را گرفت، با این همه عدلیه باز بسته ماند. در این زمان بلشویک‌ها در باکو مغازه برادر کسروی را تاراج کرده‌بودند و هنگامی که او به تبریز بازمی‌گشت شاهسونها بازمانده داراییش را گرفته و وی را لخت‌کرده‌بودند. به ناچار کسروی کتاب‌هایش را به برادر واگذاشت تا کتابخانه‌ای گشوده و بیکار نماند. در این هنگام مخبرالسلطنه هم که رابطه خوبی با کسروی داشت حقوق بازمانده کسروی را به وی پرداخت‌کرد و او قرض‌های خود را پرداخت کرد و تا اندازه‌ای از تنگی رست. آهنگ رفتن به تهران را داشت که با بیماری همسرش روبه‌رو گشت. در این هنگام وی با گروهی از اندیشمندان به گسترش اسپرانتو در تبریز می‌کوشید. در پایان شهریور همان سال بود که حال همسر کسروی بدترشد و دست پایش دچار آماس گردید. پزشکان تشخیص دادند که او دچار آب‌آوردگی شکم شده است و باید عمل شود. پس از عمل دو روزی حالش بهترشد ولی شب دوم به ناگاه درگذشت و اندوهی بزرگ گریبان کسروی را گرفت.
همسر نخست کسروی کوچک‌ترین دختر عمه‌اش بود و کسروی به او دلبستگی‌ای نداشت و تنها با پافشاری خانواده به زناشویی با او تن‌داده‌بود؛ ولی پس از زناشویی به گفتهٔ کسروی آن زن با پاکدلی و سادگی‌اش مهر خود را در دل کسروی نشانده بود. او در هنگامی که به عقد کسروی درآمد سیزده‌ساله بود.

### در مازندران
پس از به سر آمدن چهلم همسرش در ۲۹ شهریور کسروی فرزندانش را به برادرش سپرد و دوباره راهی تهران شد. هنگامی که کسروی در راه تهران بود رخداد کشته شدن محمدتقی خان پسیان در خراسان روی‌داد. در ۲۱ مهر پس از سفری دراز به تهران رسید و پس از چندی استراحت به دیدار وزیر آن زمان عدلیه عمیدالسلطنه رفت ولی در عدلیه جا برای کار او باز نبود. این‌چنین کسروی باز گرفتار بی‌پولی شد. او در تهران دوباره همسری گزید. سرانجام او را عضو استیناف مازندران کردند. در ۲۶ آبان کسروی راهی مازندران شد که در آن روزگار تنها راه رفتن به آن سامان بهره‌بری از اسب و استر بود و کسروی هم از چارواداری اسبی کرایه کرد و راهی‌شد. در این زمان امیرمؤید سوادکوهی در سوادکوه بر دولت شوریده بود و سردارسپه (رضاشاه پهلوی آینده) برای سرکوب او سپاه به آن سامان فرستاده بود و کاروان کسروی در فیروزکوه از پیگیری سفر بازداشته شد. پس قزاقها او را با کاروان دیگری روانه کردند ولی چون کاروان از همراهی کسروی خشنود نمی‌بودند کسروی از ایشان جداشده و پای پیاده به سوی ساری به راه افتاد. در این سفر بود که کسروی نخستین بار با گویشهای ایرانی برخورد کرد و از بودن آن‌ها آگاه‌شد. او با هر سختی‌ای بود سرانجام به ساری رسید و چهار ماه در آن‌جا ماند و همسرش را نیز بدانجا آورد. او از زندگی در مازندران لذت می‌برد و در آن‌جا به آموختن زبان مازندرانی و مطالعه پرداخت. در این زمان سمیتقو به مهاباد دست یافته و ژاندارم‌ها را تسلیم کرده، کشتار کرده‌بود. از سوی دیگر در مازندران شورش امیرمؤید فرونشسته و وی تسلیم شده بود.

### در دماوند
در اسفند از تهران خبر دادند که استیناف مازندران برچیده شده است، به ناچار کسروی راهی تهران شد. در بازگشت به تهران با تیمورتاش دیدارکرد و این زمینه آشنایی آینده تیمورتاش با او شد. پس از چندی از سوی عدلیه او را به دماوند فرستادند تا اختلافات میان کارکنان عدلیه و حکمران آن‌جا را چاره‌جویی کند. پس از حل اختلاف خواستند که او در دماوند بماند و کسروی نیز پذیرفت. در این زمان کسروی آغاز به نوشتن آذربایجان فی ثمانیة عشر عاماً و فرستادن آن به ماهنامه العرفان را کرد.
در مهرماه قانونی گذارده‌شد که برپایه آن دانش قاضیان را بیازمایند، پس کسروی برای آزمون روانه تهران شد و وی بالاترین نمره این آزمون را گرفت. دو ماهی در تهران ماند و این زمان را به پژوهش دربارهٔ تاریخ مازندران پرداخت و یادداشت‌هایی به نام تاریخ طبرستان در هفته‌نامه نوبهار نگاشت و پژوهشی دربارهٔ نسخه خطی ابن اسفندیار و سنجش آن با نسخه‌های بیرون از کشور کرد که او خود این را سرآغاز نویسندگی خود می‌دانست.

### در زنجان
پس از چندی وی را به زنجان-که بر سر کنارگذاشتن رئیس پیشین محکمه آن سامان مشکل داشتند- فرستادند. پس از دو ماه به وی پیشنهاد شد به اراک برود و او پذیرفت، ولی با سر و صدای مردم زنجان که خواستار ماندن او بودند این پیشنهاد پس‌گرفته‌شد. در زنجان نوشتن آذربایجان فی ثمانیة عشر عاماً را از سر گرفت. همچنین به پژوهش دربارهٔ رویدادهای در پیوند با جنبش بابیه در زنجان پرداخت که درآینده در نوشتن کتاب بهایی‌گری از آن‌ها یاری‌گرفت. همچنین اختلاف لهجه زنجانی‌ها و آذربایجانی‌ها کسروی را برانگیخت تا دربارهٔ زبان ترکی آذربایجانی و نوشته‌ها و اثرهای این زبان به پژوهش پردازد.
در پایان تابستان ۱۳۰۱ کسروی را برای آزمایش کارمندان عدلیه به قزوین فرستادند. وی با خانواده به قزوین رفت و یک ماه در آن‌جا ماند و در آن‌جا آگاهی‌هایی دربارهٔ قرةالعین به‌دست‌آورد. پس از آن دوباره به زنجان بازگشت. در این میان سفری هم به سلطانیه کرد.

### در خوزستان
وی تا آغاز نخست‌وزیری سردار سپه (رضا شاه پهلوی آینده) در آن‌جا بود. در این زمان معاضدالسلطنه وزیر عدلیه شده‌بود، وی کسروی را به تهران خواست و بدو پیشنهاد رفتن به خوزستان -که در آن زمان گرفتار شیخ خزعل بود- را داد. کسروی نیز شرط‌هایی برای پذیرش خوزستان به میان گذاشت که چون پذیرفته شد کسروی هم پذیرفت که به خوزستان راهی شود. پیش از رفتن برای نخستین بار بود که با رضاخان سردارسپه دیدار کرد. سردارسپه به کسروی سپرد که عدلیه‌ای برپا کند که از عدلیه انگلیس در آن سوی اروندرود برتری گیرد. کسروی هم به راه افتاد و از راه عراق (بغداد و بصره) خود را به خوزستان رساند. نخست به خرمشهر رفت، آنگاه در آبادان با خزعل در کشتی ویژه وی دیدار نمود. از آن‌جا بر جهازی نشست و به اهواز رفت. سپس به دشواری راهی شوشتر شد که آن زمان مرکز خوزستان بود. کسروی از نارسیدگی به این شهر و کوچکی آن دچار شگفتی شد. در آن‌جا دانست که خزعل در خوزستان تنها بر دزفول و شوشتر و رامهرمز چیرگی ندارد که در آن‌جاها نیز بیشینه کارمندان دولت را جیره‌خوار خود نموده است. شیخ خزعل آدمکش‌هایی را نیز در دست داشت که برای نمونه سیدعبدالله یکی از رئیسان پیشین عدلیه را یکی از این آدمکشان به فرمان او کشته بوده است. در این زمان ۲۵۰ سپاهی ایرانی در دژ سلاسل در نزدیکی شوشتر گردآمده بودند که تنها نیروهای دولتی آن زمان خوزستان بودند و شیخ خزعل دولتی جُداسر از دولت مرکزی ایران داشت. بریتانیا نیز که سود بسیاری از خوزستان می‌برد پشتیبان خزعل بود. در این زمان رضاخان در اندیشه بازگرداندن نفوذ دولت مرکزی بر این بخش از ایران بود.
خزعل و پسرانش در آغاز که دانستند کسروی دانش زبان عربی دارد نخست خشنود شدند، ولی زمانی که کسروی در روزنامه‌های عربی در پاسخ به مستقل خواندن خوزستان گفتاری نوشت و خزعل را گمارده دولت ایران و خوزستان را بخشی از ایران خواند خزعل از او خشمگین شد. کسروی در خوزستان از شوش و دزفول دیدارکرد. همچنین ویرانه‌های جندی‌شاپور را دید. در خوزستان هنگامی که با عرب‌های آن بخش آشنا شد دانست که جز دانش‌آموختگان ایشان کمتر کسی با عربی فصیح آشناست. همچنین دانست که همه عرب‌ها با شیخ خزعل میانه خوبی ندارند، از آن دسته عرب‌های بنی‌طرف که کسروی با شیخ آنان دیدار کرده‌بود. در این هنگام که خوزستان دچار بحران بود کسروی پیوسته گزارش‌هایی از چگونگی خوزستان به دفتر نخست‌وزیری می‌فرستاد.
در خوزستان کسروی همچنین به پژوهش دربارهٔ گویش‌های آن سامان پرداخت. همچنین به جستجو در تاریخ خوزستان و پیشینه درونشُد عرب بدان سامان پرداخت.
در این زمان فشار دولت و به ویژه آرتور میلسپو در مالیه برای پرداخت مالیات سالیانی که خزعل پرداخت نکرده بود بیشتر شد و خزعل نیز به بسیج نیرو می‌پرداخت. در این زمان برخوردهایی میان کسروی و خزعل هم رخ می‌داد که خزعل را از او خشمگین تر می‌ساخت. در این زمان کسروی دوستی‌ای هم با باتمانوف کنسول شوروی در اهواز پیدا کرد.
پس از چندی کار دشوارتر شد. خزعل هواداران خود را در شوشتر مسلح ساخت و گروهی از کارمندان دولت هم به خزعل پیوستند. در این میان سپاهیان غله و خواربار را از انبار عدلیه به دژ سلاسل بردند. پس از چندی کسروی و همراهانش در اندیشه برونشد از خوزستان افتادند، ولی چون همه راه‌ها بسته شده‌بود کسروی سفری به مسجد سلیمان کرد تا ببیند از آن راه می‌شود از خوزستان بیرون رفت یا نه. در مسجد سلیمان وی از تشکیلات شرکت نفت دیدار کرد ولی چون دید که سران آن‌جا نیز همبسته با خزعلند دانست که این هم راه گریزی نیست. در این میان کسروی از توطئه‌ای که خزعل و پسرانش برای کشتن او چیده‌بودند آگاه‌شد و دانست که کینه آنان ازو بسیار ژرف است. از دیگر سو در این زمان در رامهرمز و هندیجان درگیری بالا گرفته بود و این رویداد شوشتر را هم بی‌اثر نگذاشت و گاه خانه برخی کارمندان دولت را تاراج کرده یا آنان را به بند می‌کشیدند. در ۱۰ آذر همان سال در شوشتر درگیری آغاز شد و هواداران خزعل کوشیدند تا بر دژ سلاسل دست یابند ولی شکست خوردند و کنترل شهر به دست هواداران دولت افتاد. از دیگر سو دانسته‌شد که نیروهای دولت بر دزفول دست یافته‌اند. اندکی پس از آن دسته‌های ارتش هم به شوشتر رسید و جشن باشکوهی به پاس این پیروزی در شهر برگزار شد. کسروی هم در این زمان دربارهٔ خوزستان و شیخ خزعل مقاله‌ای نوشت که در حبل‌المتین به چاپ رسید. چندی پس از آن چون رضا خان سردارسپه به بندر دیلم رسید، خزعل از او امان خواست و اینچنین جنگ پایان پذیرفت.
در این میان رضاخان از اهواز و شوشتر دیدار کرد و در شوشتر هم مهمانی‌ای فراهم ساخت، ولی کسروی چون شنیده بود که در گزارش بدو ارجی چندانی بر کارهای عدلیه نگذاشته‌اند به مهمانی رضاخان نرفت. چندی پس از آن کسروی عدلیه را به اهواز برد، ولی در آن‌جا با حکمران نظامی شهر که خود دادگاهی نظامی گشوده بود دچار مشکل شد. ایشان کوشیدند تا عدلیه را به شوشتر برگردانند، ولی کسروی با این‌که از مرکز هم پیغام رسیده‌بود که به شوشتر بازگردید سرپیچیده و برماندن در اهواز پافشرده بود. در این زمان با نام مستعار خداداد نوشتارهایی را در حبل‌المتین یکی دربارهٔ چگونگی رفتار سپاهیان با مردمان خوزستان نوشت. همچنین چون در آن زمان زمزمه پادشاهی سردارسپه می‌رفت، کسروی گفتاری دربارهٔ ارج ننهادن رضا خان به مشروطه را نوشت که حبل‌المتین به چاپ‌رساند. چندی پس از آن که فشار حکومت نظامی بالا گرفت کسروی به ناچار در نوروز ۱۳۰۴ با خانواده به عراق سفر کرد و پس از بیست روز گردش در آن‌جا به اهواز بازگشت. سپس به شوشتر که عدلیه را به آن‌جا بازگردانده بودند برگشت و اوضاع آن‌جا را نیز آشفته دید. در این زمان به سفارش روزنامه عربی الاوقات‌العراقیة به نوشتن دربارهٔ اسپرانتو پرداخت. در این زمان چون با حکمران نظامی شوشتر هم اختلاف یافت، از تهران خواهان بازگشت او شدند و او در اردیبهشت همان سال باز از راه عراق به تهران بازگشت. در تهران سردار سپه او را به حضور پذیرفت و اختلاف‌هایی که داشت به دادگاهی‌نمودن کسروی می‌انجامید با پا درمیانی چند تنی از سیاست‌مداران از میان رفت.

### رویدادهای پس از ۱۳۰۴ و آغاز نامداری کسروی
پس از خوزستان کسروی چندی در تهران بیکار ماند، در این زمان به نگارش آذری یا زبان باستانی آذربایجان پرداخت و آن را به چاپ رساند و این زمانی بود که کشاکش پانترکیسم به تازگی رونقی گرفته بود. این کتاب سبب نام‌آوری کسروی در میان انجمنهای دانشی زمان گردید. در این زمان شرق‌شناس روس چایگین با کسروی دیدار کرد و دنیسن راس آن را به انگلیسی برگرداند. از این پس کسروی در چندین انجمن پژوهشی انگلیسی و آمریکایی عضوشد. در همین هنگام تاریخ پانصد ساله خوزستان را نیز به پایان رساند. همچنین پژوهشی دربارهٔ سید نبودن صفویان نمود و نتیجه اش را در روزنامه آینده نوشت که در آن زمان سر و صدای بسیاری به پا کرد. همچنین به پژوهش دربارهٔ گویش‌های گوناگون ایرانی پرداخت.
در همین هنگام (۱۳۰۴) هم بود که دودمان قاجار برچیده شد و دودمان پهلوی جای آن را گرفت.
از ۱۳۰۵ کسروی بازرس عدلیه شد ولی تنها در جایگاه داور یک بار به قم رفت زیرا که در این زمان علی اکبر داور وزیر عدلیه شد و عدلیه پیشین را برچید. پس کسروی باز زمانی بی‌کار شد و در این زمان باز به خواندن و پژوهش پرداخت و این بار پیشینه شیر و خورشید را پژوهید.
در فروردین ۱۳۰۶ کلاسی برای آموزاندن زبان پهلوی به آموزگاری هرتسفلد در تهران برگزارشد که کسروی یکی از شاگردان آن‌جا بود. در این زمان داور او را برای کار در عدلیه تازه خواست و از او خواست تا عبا و عمامه را کنار بگذارد که کسروی همان زمان این پوشش را کنار گذاشت و پوشش رواج‌دار آنروز را برگزید. از این پس او مدعی‌العموم تهران شد. در این زمان میانه داور و کسروی به هم خورد.
چندی پس از آن کسروی به مأموریت‌هایی در خراسان از سر گذراند، مرکز می‌خواست او را در خراسان نگه‌دارد که کسروی بی‌اجازه مرکز به تهران بازگشت و این کار داور را خشمگین ساخت. پس کسروی درخواست کناره‌گیری از عدلیه را نمود و به وکالت پرداخت. در این زمان تیمورتاش که پشتیبان کسروی بود به وی پیشنهاد کرد که به حزب ایران نو بپیوندد که کسروی نپذیرفت. در این زمان قانون پوشش یکپارچه داده‌شد و کسروی از نخستین کسانی بود که به پیشواز این قانون رفته و کلاه پهلوی بر سر گذارد. در این زمان از کسی به نام بارون هایراپت زبان ارمنی را در دو سال آموخت. در همان زمان به کارنامه اردشیر بابکان پرداخت.
در پاییز ۱۳۰۷ کسروی دوباره به قضاوت و این‌بار در دادگاه جنایی پرداخت. چندی پس از آن تیمورتاش به کسروی پیشنهاد کرد که زیر پشتیبانی وی از وزارت فرهنگ مقرری‌ای دریافت دارد و به جای آن به پژوهش دربارهٔ تاریخ و زبان بیشتر پردازد؛ ولی داور برونشد کسروی را از عدلیه نپذیرفت و با افزایش جایگاه او وی را به ریاست محاکم گمارد. در این زمان کسروی به نگارش شهریاران گمنام پرداخت. چندی پس از آن هم کسروی برای داوری به اراک سفری کرد.
در زمستان ۱۳۰۸ کسروی باز سفری کاری به غرب ایران داشت. در این سفر در همدان بود که کسروی با عارف قزوینی آشنا شد و دوستی دیرپایی با وی یافت. داستان این آشنایی چنین بود که چون عارف در تبعید بود و از دید مالی دچار مشکل، کسروی به همراهانش پیشنهاد کرد تا پولی را برای یاری بدو گردآورند. عارف چون این را شنیده بود برآشفته و به کسروی گلایه‌کرده بود. کسروی که از بلندطبعی او خشنود شده بود به دوستی استواری با او پرداخت و تا عارف قزوینی زنده بود این دوستی بیشتر از راه نامه‌نگاری پایدار بود. همچنین کسروی در این سفر به گردآوردن نام روستاها و دیه‌های ایران -که از پیشتر بدان دست یازیده‌بود- پرداخت.

### بیرون آمدن از عدلیه
از ۱۳۰۹ اختلاف کسروی با سران عدلیه بالاتر گرفت و داور از او رنجش بسیار پیدا کرد. پس از چندی کسروی در دادگاهی که یک سویش دربار بوده حکمی علیه دربار داده و اینچنین آشوبی پدید آمده و نتیجه‌اش بیرون رفتن کسروی از عدلیه و پرداختن دوباره به وکالت بود. در زمستان ۱۳۱۱ کسروی به سفارش یکی از نمایندگان نامه‌ای به رضاشاه نوشته و در آن به عدلیه‌ای که داور برپا کرده‌بود سخت تاخته‌بود. گزارش این کار که به داور رسید رنجشش از کسروی بیشتر شد.
دلیل دیگری هم برای بیرون آمدن کسروی از عدلیه گفته شده است: در زمانی که کسروی رئیس محکمه بدایت تهران بود، فردی عریضه‌ای جلو خودرو رضا شاه انداخت که در آن کسروی را متهم به رابطه همسر خود کرده بود. رضا شاه دستور رسیدگی داد و سرانجام، دادگاه انتظامی قضات حکم داد که کسروی خلاف شئون قضائی رفتار کرده و او را محکوم به دو رتبه تنزل (از رتبه هفت به پنج) کرد. کسروی هم در اعتراض به این حکم، عدلیه را ترک گفت.
یکی از دو قاضی که مأمور رسیدگی به شکایت از کسروی شد، حبیب‌الله آموزگار بود که بعدها وزیر و سناتور شد. به گفته آموزگار، دادگاه انتظامی قضات بی آنکه اتهام رابطه نامشروع دربارهٔ کسروی به اثبات برسد و صرفاً چون رضا شاه خواستار مجازات کسروی بوده است، او را محکوم کرد. آموزگار نه سال پس از کشته شدن کسروی در نطقی در مجلس سنا در این باره گفت:

«ما یک گزارش مفصلی داریم. وقتی رفت به محکمه انتظامی، محکمه انتظامی از ما پرسید که این به نظر شما تخلف از کدام قانون است؟ کدام ماده قانون؟ هر چه فکر کردیم این عمل منطبق با هیچ‌یک از مواد قانونی نمی‌شد اما اگر راست باشد یک قاضی رابطه نامشروع بتواند با زن کسی پیدا کند، این البته خیلی خیلی بد است و چون این موضوع اگر هم صحت نداشت شهرت پیدا کرده بود، شوهر آن زن عریضه پیش ماشین اعلیحضرت انداخته بود، گفتند حتماً رسیدگی باید بکنید. در محکمه انتظامی که جناب آقای طباطبائی که تشریف دارند آنجا بودند، گفتند بدون مجازات نمی‌شود. باید عنفوانی فکر کرد که قاضی متهم هم نشود به رابطه نامشروع تا چه برسد به این که صحت هم داشته باشد».

### کوشش‌های اجتماعی
1. احمد کسروی در کتابی با عنوان در پاسخ بد خواهان، دربارهٔ گیاه‌خواری به بحث می‌پردازد و دلایل خود را بازمی‌گوید. وی به جای استفاده از واژهٔ «گیاه‌خواری» از لفظ «گوشت‌نخواری» بهره می‌برد.[۶۵]
2. احمد کسروی ۱ دی را روز بهروز نامید و خواستار آن شد تا در این روز در مجلس جشنی آن دسته از کتاب‌هایی که به نظر او بیهوده و زیان‌مند بودند به آتش کشیده شود.[۶۶]

## دیدگاه‌ها
کسروی انتقادات سنگینی به اعتقادات شیعه، تصوف، بهائیت و مادی‌گرایی وارد می‌کرد. وی کتاب‌هایی با نام‌های شیعی‌گری، صوفی‌گری، بهائی‌گری و در پیرامون مادی‌گری چاپ کرد و از این باورها انتقاد کرد. همچنین با چاپ کتاب ورجاوند بنیاد تلاش کرد روش مذهب‌گونه‌ای را رواج دهد که آن را پاک‌دینی می‌نامید.
محمد امینی، صوفی‌گری و بهائی‌گری کسروی را بی‌پایه‌ترین آثار پژوهشی وی می‌داند، به اعتقاد او علت نگارش آن‌ها صرفاً این بوده که کسروی می‌خواسته به شیعیان نشان دهد تنها با شیعی‌‎گری به ستیز برنخاسته است.
هوشنگ شهابی،  استاد تاریخ و روابط بین‌الملل در دانشگاه بوستون، ضدیت کسروی و فریدون آدمیت با بهائیان را متاثر از ملی‌گرایی افراطی آنها می‌داند. به اعتقاد عرفان ثابتی زبان کسروی در بهائی‌گری «ناپیراسته و آلوده به دشنام و خوارداشت» است و دیگرستیزی فقیهانه و دشمنی او با تکثرگرایی دینی بر بهائی‌گری و صوفی‌گری او سایه افکنده است. در همین راستا بهمن نیک اندیش، در اثری که به واکاوی کتاب بهائیگری پرداخته، علت اصلی دشمنی کسروی با بنیانگذاران آئین‌های بابی و بهائی را نارواداری و انحصارطلبی فکری وی می‌داند. عباس امانت، استاد تاریخ و مطالعات بین‌المللی و صاحب کرسی مطالعات خاورمیانه در دانشگاه ییل، درباره کتاب «بهائیگری» کسروی  می‌گوید: «انتقاد او از باب و بابیان شرایط تاریخی که نهضت نخست در آن پدیدار شد را در نظر نمی‌گیرد. بدون شک قضاوت‌های تفرعن آمیز او تحت تأثیر دیدگاه پاکدینی خودش است». کمال مطلوب کسروی از تجّدد اثبات گرا و همخوان با ملی‌گراییِ پهلویِ زمانه اوست که نقش جنبش‌های تجّددخواه دینی را نادیده می‌گیرد و در صدد انکار آن است. کسروی در جنبش مشروطه به ندرت ذکری از بابیان می‌کند و حتی پیشینه تاریخی آنان را به عنوان جنبشی اعتراضی علیه علماء و حکومت قاجار نادیده می‌گیرد. کسروی و متفکران سکولار نسل‌های بعد از او اغلب تحتِ پوشش تجدد عُرفی دست به ایجاد نفرت و بی‌اعتمادی نسبت به گروه‌های دینی تجّددخواه و ناسازگار با جریان اصلی مذهب به‌خصوص بهائیان زده، و در موارد اذیت و آزار، خشونت و کشتار وحشیانه بابیان و بهاییان سکوت می‌کردند.
کسروی نسبت به شعر و شاعران نیز انتقاد داشت و از جمله حافظ را «شاعرک یاوه‌گوی مفتخوار» و سعدی را «مرد ناپاک» خواند. کسروی و پیروانش در ۱ دی هر سال در دههٔ ۱۳۲۰ خورشیدی جشن کتاب‌سوزی تحت عنوان باهماد آزادگان برگزار می‌کردند و کتاب‌هایی را که مضر تشخیص می‌دادند (از جمله دیوان حافظ، رمانها، کتاب‌های دعا، و کتاب‌های بهائیان) می‌سوزانند.
کسروی کارهای برجسته‌ای در زمینهٔ تاریخ انجام داده است. به‌طور مثال کتاب تاریخ مشروطه ایران برجسته‌ترین سند نوشته شده دربارهٔ رویداد مشروطه و چند و چون آن می‌باشد و حتی در زمانی که نوشته‌های کسروی ممنوع و اندیشه‌اش باطل شمرده می‌شود این نوشتار همچنان آبشخور و گواه پژوهش‌های تاریخی است. به نوشتهٔ یرواند آبراهامیان، احمد کسروی در مقالات متعددی در آینده و در آثار فراوان خود دربارهٔ زبان‌ها، قبایل، مذاهب و نام جای‌های ایران، به مسئله وحدت ملی توجه داشت. او نخستین اثر مهم خود، آذری یا زبان باستان آذربایجان را به دنبال قیام خیابانی نوشت تا ثابت کند که آذری، زبان اصیل آریایی زادگاه وی را یورش‌های ترکان از بین برده است. او نتیجه می‌گرفت که گویش ترکی فعلی که از خارج تحمیل شده است، اکنون باید جای خود را به فارسی، زبان رسمی کشور بدهد. کاوه بیات به مقاله کسروی در نشریه پرچم به دیدگاه دیگر او اشاره می‌کند:
... راجع به زبان هم خودتان بهتر می‌دانید، غریزه فطری و عادت از عواملی است که تغییر آن خیلی مشکل است، وقتی که پدر و مادر و برادر من از طفولیت با من ترکی حرف زده و می‌زنند، چگونه می‌شود من این زبان را دوست نداشته و اظهار نفرت کنم؟... اگر مقصود این بود که برای آسانی کار درس‌ها در سال‌های نخست دبستان‌های آذربایجان به ترکی باشد ما به آن دخالت نمی‌کردیم زیرا راه حل بحث آن بود که زحمت تدریس با زبانی که از دو زبانی در میانه آذربایجان و دیگر جاهای ایران پدید می‌آید سنجیده شود و به هرحال این اهمیت را که ما به آن دخالت کنیم نداشت؛ ولی همه می‌دانند که موضوع زبان در آذربایجان معنی‌های دیگری را دارد و همیشه مقاصد دیگری در پشت سر این عنوان می‌باشد.
کسروی در دومین کتاب مهم خود تاریخ پانصد ساله خوزستان می‌کوشید پیامدهای زیان‌بار و کشمکش‌های قبیله‌ای و مذهبی را در نواحی جنوب غربی نشان دهد. او در اثر دیگر خود تاریخ مشروطه ایران، ریشه پیشرفت نیافتگی ایران و بیشتر کشورهای خاور را پراکندگی در میان توده‌ها دانست، و گفت چند تیرگی که از دوگانگی‌های قبیله‌ای و زبانی برمی‌خیزد، یکی از بدترین بیماری‌هایی هست که گریبان ایران را گرفته است.

### فلسفه
انتقادات کسروی نسبت به فلسفه دربارهٔ آن فلسفه‌ای است که از افلاطون و ارسطو آغاز شده و در ایران ابوعلی‌سینا و فارابی و سهروردی و عبدالرزاق کاشی و ملاصدرا و حاجی ملاهادی سبزواری و حاج ملاعلی کنی دنبال کرده‌اند.
نکوهش ما از فلسفه بیشتر از قبیل داستان عقول عشره و موضوع حدوث و قدم و اینکه آیا علم خدا حضوری یا حصولیست و مانند اینها [است] … موضوع مُثُل که افلاطون از پندار خود بیرون ریخته آیا کدام دلیل کوچکی بر درستی آن یاد نموده؟! … گیرم که دانستید علم خدا حضوریست نه حصولی آیا چه گرهی از کار زندگانی‌تان باز خواهد شد؟!
کسروی فلسفه یونان را پندارهای کهنهٔ دوهزار ساله می‌دانست. همچنین کسروی فلسفه یونان را یکی از دلایلی می‌دانست که شرق را از پیشرفت بازداشته است.
آنچه مشت فلسفهٔ یونانی را باز می‌کند بخش طبیعیات آن می‌باشد. چه آنان دربارهٔ آسمان و زمین و چیزها نیز … پنداربافی‌ها کرده‌اند: زمین مرکز گیتی می‌باشد. گرد آنرا چهار کره از پشت هر فلک پایینی با شکم فلک بالاتر بهم می‌ساید. در هر فلکی یک ستارهٔ گردنده جا گرفته در فلک هشتم ستاره‌های دیگر میخکوب شده‌اند. فلک نهم ساده است و هیچ ستاره ندارد. کنون از دانشمندان علم هیئت بپرسید ارزش این پندارها چیست؟.

### اصلاحات دینی

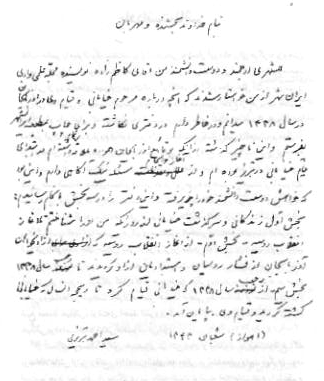
دست‌خط احمد کسروی

نخستین مقاله همایون که در اکتبر ۱۹۳۴ منتشر شد و یکی از نویسندگان رک‌گوی آن احمد کسروی بود. او در اولین مقاله نوشت که مذهب باید بر پایه زندگی همگان پایه‌ریزی شود و باید با آتئیسم (الحاد) به عنوان یکی از بزرگ‌ترین خطاها در دنیا مبارزه شود و هم‌زمان باید با عقاید خرافاتی و آموزش نادرست مذهبی که همواره نمونه‌هایی از اعمال ضد مذهبی هستند مبارزه شود.
کسروی نقدهای آتشینش را به آنچه که اعمال خرافاتی باور داشت که بر اسلام تأثیر گذاشته است، در جلد اول آئین در ۱۹۳۲ شروع کرد. در آئین کسروی، به عنوان روشنفکری ظاهر می‌شود که سؤالی دربارهٔ «نقش مناسب مذهب در تحولات سریع جهان» دارد. او زمانی در آئین می‌نوشت که اروپای سکولار تحت احاطه آشفتگی سیاسی و اقتصادی، بی هیچ چشم‌انداز روشن قرار داشت.

### مخالفت با حافظ
کسروی حافظ را قافیه‌سازی می‌داند که گاه برای رعایت قافیه ناچار به سرودن عبارات بی‌معنی می‌شد. او عقیده دارد که حافظ بر اثر مطالعهٔ اندیشه‌های مکاتب متضاد، خردش در میان آن‌ها سرگردان و آشفته شده و چون به هیچ‌کدام پایبند نگردیده سخنان پریشان و متضاد گفته و در باطن به همه چیز بی‌عقیده شده و از این‌رو به خراباتی‌گری، که با بی‌عقیدتی سازگار است، روی آورده است و چون خراباتیان جهان و کار جهان را بیهوده می‌دانند، توصیه می‌کنند که غم و اندوه گذشته و آینده را نخورید و اگر خوشی به خودی خود دست نداد با شراب آن را به دست آورید و این علت باده‌نوشی‌های حافظ است. کسروی همچنین حافظ را مسبب برخی بدآموزی‌ها، مانند شراب‌خواری، بیکاری و بی‌دردی، جبرگرایی و خردستیزی، زبان درازی نسبت به خدا و امرد بازی، می‌داند. وی شرق‌شناسانی را که حافظ را ستایش کرده‌اند، متهم می‌کند که بدخواه شرق هستند و دوست دارند که همه شرقیان مانند حافظ عمر را در کنج خرابات تلف کنند و همهٔ دارایی مملکت خود را به آزمندان اروپا و آمریکا بازگذارند و در این میان گروهی از ایرانیان دانسته یا نادانسته در ستایش حافظ با آن‌ها هم‌داستان می‌شوند. وی محمدعلی فروغی و محمد قزوینی و قاسم غنی را از جمله کسانی می‌داند که فریب شرق‌شناسان اروپایی را خورده‌اند.
کسروی علاوه بر مبارزه قلمی با حافظ، اقداماتی هم در جهت نابود کردن نسخه‌های دیوان او داشت. از برنامه‌های وی و پیروانش این بود که دیوان حافظ را جمع کنند و بسوزانند.

### زبان پارسی
احمد کسروی با چیرگی بر برخی از زبان‌های ایرانی و فرنگی و نیز با دانشی گسترده در زمینهٔ زبانشناسی، واژه‌های بسیاری را از نو زنده کرد یا برساخت که بخشی از آن‌ها اکنون در گفتار و نوشتار روزانهٔ پارسی‌زبانان به کار می‌رود.

کسروی از سره‌گرایان نبود و از ستردن زبان پارسی از «همهٔ» واژگان بیگانه بیزاری می‌نمود. او می‌گفت سره‌گرایان که هوادار پاکسازی پارسی از هرگونه واژهٔ تازی هستند راه نادرستی می‌پویند و باید واژگانی چون «کتاب»، «جمله» و غیره را نگاه داشت و نام‌واژگان (اسم‌ها) یی که اکنون در زبان توده بسیار کاربرد دارند را دست نزد.

من چنان‌که از گفتارهایم پیداست هوادار پیراستن فارسی هستم و برای همین موضوع است که این گفتارها را می‌نویسم. با این همه من از نگارش‌هایی که کسانی به عنوان «پارسی سره» در برخی روزنامه‌ها می‌نگارند سخت بیزارم و این نگارش‌ها را جز ننگی برای زبان فارسی نمی‌شمارم. چرا که بنیاد آن‌ها هوس و نادانی است و اگر رشتهٔ کار را بدست این هوس‌ها و نادانی‌ها بسپاریم زبان را پاک از سامان انداخته دچار هرج و مرج سختی خواهند گردانید.
آری یک‌رشته بیرون از این می‌باشد، و آن افزارها و چیزهایی‌ست که ما نداشته و از دیگران با نامش می‌گیریم؛ مثلاً تلگراف، تلفن، رادیو، گرامافون، اتومبیل و مانند این‌ها که با همان نام‌های اروپایی پذیرفته شده زیانی نمی‌دارد. به ویژه که اگر نیاز باشد ازآن‌هاجداشده نیز توان آورد (مثلاً تلگرافیدن و تلفنیدن بکار می‌رود و می‌توان تلگرافنده و تلفوننده نیز جدا گردانید). همچنین خوراک‌های اروپایی از کاتلت و سوپ و مانند این‌ها که نداشتیم و با نامش گرفته‌ایم، زیانی نمی‌دارد.

#### موافقان
محمدعلی جزایری، استاد زبانشناسی و زبان پارسی دانشگاه تگزاس آستین، می‌نویسد:
در ایران، یکی از این گونه کسان احمد کسروی تبریزی است که سالی چند با دانش و بینش خود چراغ راهنمایی فرا راه ما داشت. افسوس که نادانی و نابینایی تنی چند چراغ زندگی وی را فرو کشت و مغزی را روشن‌اندیش و دلی را روشن‌بین جاودانه از کار باز ایستانید. کسروی مرده‌ریگی از خود به جای گذاشت جاودانه و از میان نرونده ـ مرده‌ریگی زندگی‌انگیز و درخشان که تا دیری بر جای خواهد ماند. این مرده‌ریگ اندیشه‌هاییست در زمینهٔ اجتماع و زندگانی، و پژوهشهاییست در چند رشته از دانش. یکی از این رشته‌ها زبان و زبانشناسی است.
 حسین یزدانیان که نخستین بار بکار گردآوری نوشته‌های کسروی پرداخت می‌نویسد:
سپس نیز در میان کوششهای دیگر خود، پیراستن زبان فارسی را بایای خود شمرده، چه وی از هر کسی بیشتر «صلاحیت» داشته تا دربارهٔ زبان فارسی سخن راند و از راست و کج و درست و نادرست، از آشفتگی و نابسامانی و راه چارهٔ آن‌ها گفتار راند، ایراد گیرد، داوری کند و سرانجام در پیراستن و آراستن و رسا گردانیدن آن بکوشد. به ویژه که وی در کار پیراستن مغزها و بسامان گردانیدن اندیشه‌های مردم ایران بوده و بآن تلاش داشته تا ایرانیان را از گمراهی‌ها و آلودگیهایی برهاند، ریشهٔ نادانی‌ها را بکند و به بیراهیها چاره اندیشد و یک دیگرگونی ژرفی در اندیشه‌ها و باورها، در جهان‌بینی و برداشت آنان از جهان و زندگانی پدیدآورد و چراغی فرا راه مردم بگذارد. در این راه بوده که نیاز فراوان بزبان پیراسته و رسا می‌دیده، زبانی که مردم یکسره با معنای کلمه‌ها سر و کار داشته باشند، زبانی که از واژه‌های پست چاپلوسانه، از واژه‌های دشوار و بی‌معنی پیچیده دور باشد، و سرانجام زبانی که بر پایه‌های خود استوار بایستد و در بروی هر بیگانه‌ای نگشاید.
یحیی ذکا، ایران‌شناس، پیرامون نوشته‌های کسروی پیرامون پسوند کاف می‌نویسد:
از نوشته‌های ارجدار و دانشمندانه شادروان احمد کسروی در پیرامون یکی از پسوندهای مهم زبان فارسی است. این کتاب در زمینه خود برای کسانی که باستقلال و استواری و توانایی زبان فارسی دلبسته‌اند و در این راه می‌کوشند راهنمای بزرگ و سودمندی تواند بود.
محسن ابوالقاسمی، استاد زبان و ادبیات فارسی دانشگاه تهران، می‌نویسد:
احمد کسروی تبریزی، بیش از هر فرد دیگری در ساخت لغت ذوق و شوق به خرج داده است. وی علاوه بر ساخت لغت، زبانی هم برای خود ساخته است به نام «زبان پاک» و کتابی به همین نام در شرح آن به چاپ رسانده است. از ساخته‌های کسروی:
بزنده (=مجرم)، بزیدن (=جرم کردن)، بی یکسو (=بی‌طرف)، بی یکسویانه (=بیطرفانه)، پادرزم (=حمله متقابل)، جداسر (=مستقل)، شهری‌گری (=تمدن)، فراهمیدن (=اجتماع)، ورزاد (=انجمن تربیت بدنی)

#### منتقدان
پرویز ناتل خانلری در مقاله‌ای با عنوان «دفاع از زبان فارسی» در مجلهٔ سخن به استهزای کسروی و زبان پاک و «آک‌های» ادعاییِ او پرداخته است:
عجب آنکه یکی از پهلوانان میدان لغت‌پرانی به‌صراحت می‌نویسد که عیب (یا به‌قول او آک) زبان فارسی این است که از یک ریشه همهٔ صیغه‌ها در آن نیامده، یعنی فی‌المثل فارسی‌زبانان از مصدر دوختن «دوزاک» نگفته‌اند، و او که به گمان خودش زیرک‌ترین فرد ایرانی در تمام ادوار تاریخ است، ناچار به‌وسیلهٔ وحی و الهام به این نکتهٔ مهم پی برده و کمر به رفع این نقیصه بسته است. این آقای زیرک گویا نمی‌داند که اگر عیب زبانی این است، هنوز خداوند زبان بی‌عیب در روی زمین نیافریده و ملت‌های بزرگ جهان با همهٔ ترقیاتی که کرده‌اند، هنوز نتوانسته‌اند افعال بی‌قاعدهٔ زبان خود را به قاعدهٔ ایشان منظم کنند. اما از بندگان خدا، کسانی که گویا عقل و علمشان کمی بیش از ایشان بوده است، گاهی خواسته‌اند زبان مستقیم و منظمی درست کنند که اسپرانتو نمونه‌ای از آن است، ولی هنوز این متاع در بازار دنیا خریدار بسیاری ندارد.

## نشریه پیمان
مجله پیمان به مدیریت احمد کسروی از یکم آذر ۱۳۱۲ منتشر شد. مطالب آن گوناگون بود و دربارهٔ مسائل اجتماعی، فرهنگی، علمی، تاریخ و زبان به قلم کسروی و دیگر همگامان وی منتشر می‌شد. درابتدا این مجله هر پانزده روز یکبار منتشر می‌شد اما پس از سال نخست به ماهنامه تبدیل شد و تا خرداد ۱۳۲۱ منظما انتشار یافت. کسروی پس از توقف انتشار مجله پیمان، از سوم بهمن ماه ۱۳۲۱ دست به انتشار روزنامه پرچم زد.

## وکالت
از محاکمات جنجالی و پر سروصدای پس از سوم شهریور ۱۳۲۰ و کناره‌گیری رضا شاه از سلطنت، محاکمات سرپاس مختاری و پزشک احمدی و دیگران را باید شمرد. احمد کسروی، وکیل تسخیری پزشک احمدی و مختاری بود. وی جریان محاکمه را روزانه، در روزنامه خود پرچم منتشر می‌کرد.
کسروی در پرونده‌های دیگری نیز همچون محاکمه تقی ارانی ار اعضای گروه ۵۳ نفر به عنوان وکیل تسخیری در دادگاه حاضر شد.

ما نیک می‌دانیم که چون رضاشاه بروی کار آمد اصول دیکتاتوری را پیش گرفت و بسیاری از قانون‌ها را از میان برد. نخست قانون انتخابات را از میان برد که نمایندگان را خود دولت برمی‌گزید. سپس قوانین دایر به بازداشت و زندان را از میان برد که شاه هر که را می‌خواست دستور بازداشت و زندان می‌داد. همچنین قانون‌های بسیار دیگری را بی‌اثر گردانید و ما می‌دانیم که انبوه مردم در برابر او به خاموشی گراییدند و اعتراض ننمودند بلکه با او همراهی نشان دادند و همدستی دریغ نگفتند، وزیران این رفتار را کردند. نمایندگان دارالشورا این رفتار را نمودند. ادارات به این کار شرکت کردند. روزنامه‌ها به آن خشنودی نشان دادند. این‌ها چیزهایی ست که ما فراموش نکرده‌ایم و باین زودی نخواهیم کرد.
... با این‌حال پوشیده نمی‌دارم که آن شاه بدی‌هایی نیز داشت و یکی از آن‌ها از میان بردن مشروطه بود. در زمان آن شاه مشروطه از میان رفت و قوانین از کار افتاد و چاپلوسی و پستی میان مردم رواج گرفت و این گناه کوچکی نبود. لیکن در این‌جا هم باید گفت مبتکر این کار او نبود. این را دیگران از پیش آغاز کرده بودند و آن شاه تکمیل گردانید. کوشش به از میان بردن مشروطه از سال ۱۳۳۰ (قمری) با دست کابینه آغاز شد و همهٔ وزیران در آن باره هم عقیده و همدست بودند و رضاشاه نیز آن را با سیاست خود موافق یافته از ایشان پیروی کرد و ما دیدیم که در همین زمینه صدها کسان دیگری با او شریک و همکار بودند.

## وضعیت مالی
احمد کسروی همه درآمد خود را پس از مخارج بسیار محدود زندگی‌اش، صرف کارهای علمی می‌کرد. او که هم‌واره اجاره‌نشین بود و خانه شخصی نداشت، زمانی در آخر خیابان شاهپور در منزلی اجاره‌ای می‌نشست؛ پشت در خانه‌اش تابلویی داشت: «سیداحمد کسروی وکیل پایه یک دادگستری».

## ترور
«سخنان ما بسیار ریشه‌دار است و هیچ‌گاه با طپانچه از میان نخواهد رفت.»
احمد کسروی

ما یک حکومت به آخوندها بدهکاریم؛ یعنی باید قدرت سیاسی به دست روحانیون بیفتند تا بعد ملت ایران دیگر دل از شعائر خرافه آمیز در قالب تشیع صفوی برکند.

احمد کسروی
با سقوط رضا شاه ایران با ورشکستی و بحران گسترده اقتصادی و سیاسی رو به رو و حکومت مرکزی به شدت تضعیف شد. دولت‌هایی که پس از شهریور ۱۳۲۰ به قدرت رسیدند به اکثریت پارلمانی و رای مردم نیازمند شده و به این دلیل و به دلیل اعتقادات مذهبی خود و نیز برای جلوگیری از گسترش کمونیسم می‌کوشیدند تا روحانیت شیعه را تقویت و با واگذار کردن امتیازات گوناگون حمایت آنان را جلب کرده، از نفوذ روحانیت در میان مردم برای بقاء قدرت خود بهره گیرند. آزادی احزاب و مطبوعات پس از سقوط رضا شاه نقد علنی مذهب را نیز ممکن کرد.
آزادی احزاب و مطبوعات پس از سقوط رضا شاه نقد علنی مذهب را نیز ممکن کرد. روحانیت سنتی محافظه کار در این سال‌ها خواستار ممنوعیت این گونه آثار و عقب‌نشینی دولت و جامعه از اصلاحات دوران رضا شاه به ویژه در عرصه حقوق زنان بود و بر انحلال مدارس مختلط، رواج دوباره حجاب اسلامی و ترویج مراسم سنتی عزاداری پای می‌فشرد و دولت‌ها نیز با واگذاری این‌گونه امتیازها، که بر اقتدار سیاسی آنان تأثیری نداشت، می‌کوشیدند تا پشتیبانی مراجع و روحانیون با نفوذ را جلب کنند.
کسروی در پیشگفتار کتاب بخوانید و داوری کنید که بازچاپ شیعی‌گری با افزوده‌هایی بود، نوشت: «چهارماه پیش کتابی دربارهٔ کیش شیعی به چاپ رساندیم و آن کتاب بدان سان که پیش‌بینی کرده بودیم، مایهٔ‌های و هوی گردید… دولت بهانه پیدا کرده، کتاب را بازداشت و داستان را جرمی پنداشته به دادسرا فرستاد تا پرونده ای پدید آید و دردادگاه کیفری داور شود.»
گروهی از «علمای اعلام آذربایجان» از سستی دولت در «رفع غائله کسروی» شکایت کردند و در نامه ای که به دستینه ابراهیم میلانی، عبدالحسین غروی، هادی خسروشاهی، مهدی انگجی، کاظم شریعتمداری و تنی دیگر از روحانیون تبریز رسیده بود، درخواست کردند که «عرایض ما را به پیشگاه مقدس اعلیحضرت همایونی خَلدالله مُلکَه (خداوند جاوید گرداند فرمانروایی اورا) برسانید» و هشدار دادند که «اگر شخص مزبور و نشریات او قدغن و ریشه کن نگردد و به کیفر مناسب (قتل) نرسد، هیچ گونه خاطر جمعی به دوام امنیت و برقراری اوضاع نخواهد بود و عواقب وخیمه را دربردارد.» در نشست دوازدهم فروردین هیئت وزیران، سران دولت «سکولار» به جای پاس داری از حقوق شهروندانی که گناه‌شان هواداری از کارهای نوشتاری کسروی بود، برآن شدند که چهارتن را به گناه خواندن و گفت و گو پیرامون نوشته‌های کسروی از گمرک و ژاندارمری بیرون کنند.
کارزار ناسزاگویی و پرخاش به کسروی تا پایان سال ۱۳۲۳، علمای نجف راهم دربرگرفت، اما این کارزار به آن نتیجه‌ای که شریعت مداران امید داشتند نرسیده و پرونده دادگستری هم ناکام مانده بود. تندروترها دریافته بودند که این راهکارهای «قانونی»، منبری و نوشتاری، به بستن زبان و شکستن خامه کسروی و بیمناک ساختن او نخواهد انجامید. پس در اندیشه «رفع غائله کسروی» از راه‌هایی دیگر شدند.
فتوای قتل احمد کسروی را مراجع تقلید بزرگ آن روزگار چون شیخ عبدالحسن علامه احمد امینی، نویسنده کتاب مرجع «الغدیر» و حاج آقا حسین قمی، مرجع تقلید پرنفوذ آن روزگار، صادر و روحانیونی چون روح‌الله خمینی، که در آن روزگار هنوز مرجع تقلید نبود، این فتوا را تأیید کرده بودند.
در این زمان، طلبه ای به نام نواب صفوی با پولی که حاج شیخ محمدحسن طالقانی، مدرس دینی و پیش نماز مسجد سیف الدوله تهران (مسجد طالقانی امروز) به او داده بود، هفت تیری خرید و در هشتم اردیبهشت ۱۳۲۴ در میدان حشمتیهٔ تهران به انگیزه کشتن کسروی به او تیر انداخت. اگرچه این کوشش فرجامی جز زخمی شدن کسروی و بازداشت نواب صفوی نداشت، آغازگر کارزاری شد که یک سوی آن پیدایش گروه فداییان اسلام بود و سوی دیگرش خاموشی روشنفکران و کنش گران سکولار و واماندگی سران دولتی که بنا بود «قانونی» رفتار کند. کسروی به شدت زخمی شد و به بیمارستان منتقل شد. مهاجمان پس از چند ساعت با وثیقه‌ای که تاجران ثروتمند بازار تأمین کرده بودند، آزاد شدند. آن‌ها در اعلامیه ای بر قصد خود، کشتن کسروی، تأکید کردند.

مرتضی مستجابی، از نزدیکان نواب صفوی در خاطرات خود می‌گوید:
وقتی که نجف بودیم، با سید مجتبی نواب صفوی قرار گذاشتیم که بیاییم تهران با احمد کسروی بحث کنیم… روز اولی که برای بحث رفتیم، کسروی هر سه تای مارو یه لقمه کرد. آخه آدم کارکرده و باسوادی بود. وکیل هم بود. با اون همه حرارتی که نواب صفوی و ماها داشتیم، ما رو یه لقمه کرد. بالاخره رفتند و او رو کشتند. البته بار اول نشد و بار دوم سید حسین امامی این کار رو کرد.

مراسم خاکسپاری احمد کسروی و حدادپور

در ۱۵ خرداد ۱۳۲۴ وزارت فرهنگ علیه کسروی به اتهام انتشار «کتب ضاله و خلاف شرع» اعلام جرم کرد. کسروی به دادگاه فراخوانده شد. حسن و علی امامی به همراه هفت عضو دیگر جمعیت فدائیان اسلام روز بیستم اسفند ماه به اتاق بازپرس دادگستری هجوم آورده و احمد کسروی و حدادپور، منشی او را کشتند. قاتلین پس از چند ماه آزاد و پرونده قتل کسروی مختومه اعلام شد.
سید روح‌الله خمینی در جوانی در سال ۱۳۲۳ و در زمانی که کسروی هنوز زنده بود در کتاب «کشف الاسرار» خود خواهان اعدام احمد کسروی در حضور هواخواهان دین شد و زمانی که به مقام مرجعیت تقلید ارتقاء یافته بود، در رساله خود با عنوان تحریرالوسیله، که در قوانین کیفری جمهوری اسلامی ایران از منابع و مراجع قانون‌گذاری و محاکمه‌ها است، فتوا داد:
هر کس پیامبر اسلام را، نغوذبالله، دشنام دهد واجب است بر شنونده که او را بکشد.
روح‌الله خمینی همچنین گفته بود:
امروز شماها در پیشگاه خدای عالم چه عذری دارید؟ همه دیدید کتاب‌های یک نفر تبریزی بی‌سر و پا را، که تمام آیین شماها را دستخوش ناسزا کرد و در مرکز تشیع به امام صادق و امام غایب روحی له الفدا، آن همه جسارت‌ها کرد و هیچ کلمه از شماها صادر نشد...— روح‌الله موسوی الخمینی
بعضی از ضاربان هرگز متهم نشدند؛ آن‌هایی که دستگیر شدند، از جمله برادران امامی، ادعا نمودند که عمل دفاع از خود را انجام داده‌اند و کسروی را متهم کردند که اول دست به اسلحه شده و درگیری را شروع نمود. سید حسین طباطبایی قمی، دومین مرجع عالی‌رتبه - از نجف به نخست‌وزیر احمد قوام تلگرافی زد و خواستار آزادی سریع ضاربان شد و نگرانی خودش را از عدم تقدیر دولت از شجاعت ضاربان کسروی بیان کرد. ضاربان تحت فشار علما و رهبران مذهبی و بازاریان با نفوذ، بعد از محاکمه‌ای کوتاه آزاد شدند.
گرچه بعضی از تاریخ‌پژوهان معتقدند که «فدائیان اسلام» با فتوای عبدالحسین امینی عمل کردند، ولی هیچ فتوا یا ادعای مربوط به آن ظاهر نگشت. حسین قمی گفت: «هیچ فتوایی لازم نیست و کار فدائیان اسلام برابر بااعمال ضروری دین (فروع دین) همچون نماز و روزه است». پیکر قربانیان، که پوشیده از زخم‌های عمیقی بود، بدون کالبدشکافی در شامگاه همان روز ترور، توسط بستگان کسروی به گورستان ظهیرالدوله در شمیران، نزدیکِ تهران منتقل شد. سرپرست صوفی قبرستان از دادن اجازه برای دفن آن‌ها به خاطر افکار و اعمال ضد صوفیانه کسروی خودداری کرد. سپس جنازه‌ها برای دفن به محوطه تپهٔ پایکوه امامزاده صالح، که آبک نامیده شده برده شدند.
سید محمدصادق روحانی، از مراجع تقلید، می‌گوید: وی فتوای قتل کسروی را به درخواست نواب صفوی از سید ابوالقاسم خوئی گرفته و خویی نیز همین فتوا را از سید حسین طباطبایی قمی گرفته است. به گفتهٔ وی در خاطراتش، خوئی بخشی از پول سفر نواب و تهیهٔ اسلحه برای او را نیز پرداخته است.
محمد امینی، پژوهشگر تاریخ ایران، معتقد است «جامعه‌ای که در برابر اقدام تروریستی فداییان اسلام سکوت کرد، تاوان آن را بعدتر پرداخت.»

## آثار
آثار تاریخی کسروی توسط دیگر دانش‌پژوهان به رسمیت شناخته شده است. ولادمیر مینورسکی در مورد کسروی می‌گوید:
کسروی روح یک تاریخ‌نگار راست‌گو را داراست. او در جزئیات دقیق و در ارائه شفاف است.

### آذری یا زبان باستان آذربایجان
به گفتهٔ احسان یارشاطر، احمد کسروی نخستین دانشمندی بود که این زبان را موضوع بحث و تحقیق قرار داد و اثر او در این باب هنوز استفاده می‌شود وقتی پان‌ترک‌ها ادعا کردند که از آن‌جا که مردم آذربایجان به ترکی سخن می‌گویند، زبان بومی مردم آذربایجان ترکی بوده است، کسروی تحقیقات گسترده‌ای از منابع فارسی و عربی و حتی منابع تاریخی یونانی استفاده کرد. او نتیجه گرفت که مردم آذربایجان اصالتاً به زبان ایرانی به نام آذری سخن می‌گفتند که بعد از هجوم ترک‌ها، زبان ترکی مورد استفاده قرار گرفت ولی هنوز ردپایی از زبان آذری در آن مناطق به جا مانده است. زبان آذری گاهی به جای زبان ترکی مورد استفاده مردم آذربایجان اطلاق می‌شود، اشتباهی که حتی در ویرایش جدید (دوم) دانشنامه اسلام صورت گرفته است
کسروی بعد از بازگشتش به تهران اولین کتابش را به نام آذری (زبان باستان آذربایجان) نوشت و نشان داد که آذری که در بیشتر کتاب‌های تاریخ قرون وسطی (medieval)، مخصوصاً کتب تاریخ اولیه اسلامی آورده شده، نام زبان باستانی آذربایجان است که با زبان ایرانی مربوط است و از نسل زبان مادی است که ربطی به زبان ترکی ندارد. کتاب مورد پذیرش جهانی پژوهشگران قرار گرفت. نشر این اثر نیز تأییدی بود بر رابطهٔ ناگسیختنی ایرانیان ترک‌زبان با ایران. بررسی رابطهٔ زبان‌شناسی ایرانیان باستان، به همان اندازه که نمایش شادی همهٔ ایرانیان از هویت یکسانشان ارزش داشت، برای ادعای وحدت زبانی آنان در آینده مهم بود.

### بخوانند و داوری کنند
شیعی‌گری مشهورترین و ستیزه‌گراترین کتاب در مورد مذهب حکمفرمای مردم ایرانی، ابتدا در سال ۱۹۴۳ میلادی منتشر شد و سپس به صورت بازنگری شده با عنوان «بخوانید و داوری کنید»، همچنین «بخوانند و داوری کنند» در ۱۹۴۴ میلادی منتشر شد. این کتاب با تفسیر محمد امینی در سال ۲۰۱۱ در لس آنجلس کالیفرنیا تجدید چاپ شد.

### حافظ چه می‌گوید؟
حافظ چه می‌گوید عنوان کتابی است که کسروی در آن به انتقاد از حافظ و شعرهای او می‌پردازد. این کتاب، توسط لوید ریجن به زبان انگلیسی برگردانیده و در صفحات ۱۶۰ تا ۱۹۰ کتاب «نقد صوفیسم، احمد کسروی و عقیده موروثی ایرانیان اهل تصوف» (به انگلیسی: Sufi Castigator: Ahmad Kasravi and the Iranian Mystical Tradition) منتشر گردید.

### نشریه‌ها
- ماهنامه پیمان (هشت سال و نیم یا هفت دوره سالانه نشر شد)
- روزنامه پرچم (یک سال نشرشد)
- پرچم هفتگی (۷ شماره)
- پرچم نیمه‌ماهه (۱۲ شماره)

## انتقاد به احمد کسروی در وقایع نگاری تاریخ مشروطه اردبیل
بابا صفری در جلد دوم کتابش اردبیل در گذرگاه تاریخ می‌نویسد:
احمد کسروی جز دو-سه فصل کتاب تاریخ مشروطه ایران و تاریخ هیجده‌ساله آذربایجان به‌صورت مجمل و نارسا به وقایع اردبیل در دوران مشروطیت که از ملتهب‌ترین شهرهای ایران در این دوره بود نپرداخته است و اردبیلیان از این حیث از وی همواره گله مند هستند؛ زیرا در زمانیکه او دست به تألیف آن کتابها زد، طرفداران وی در اردبیل هر چه یادداشت و نوشته و عکس و مدرکی راجع به وقایع اردبیل بود جمع‌آوری کرده برای او بردند. لیکن او از آن همه مدارک، جز صفحات معدودی راجع به اردبیل در کتابهای خود مطلبی نیاورده است و چون وی به قتل رسید استرداد مدارک یاد شده به صاحبان آنها نیز میسر نگردید از اینرو متأسفانه تاریخ اردبیل، مدارک و اسناد لازم را هم از دست داده است.
- مرتضی طالع ماسوله، رئیس دبیرخانه شورای عالی میراث فرهنگی، صنایع دستی و گردشگری کشور در همایش سالانه اعطای نشان شاه اسماعیل صفوی می‌گوید:

کتاب تاریخ مشروطه نوشته احمد کسروی نیز حق شهر اردبیل را ادا نکرده است. دو رویداد چشمگیر تاریخی سیاسی در اردبیل به ثبت رسیده که یکی تشکیل حکومت ملی صفوی است. شاه اسماعیل صفوی با وجود اینکه یک پادشاه ۱۳ ساله بود در بیرون راندن ازبک‌ها از کشور نقش قابل توجهی ایفا کرد. واقعه مهم دیگر مشروطیت است که در کتاب سخنوران آذربایجان نویسندگان این کتاب پرداخت کافی در خصوص بانیان این واقعه ندارند و این در حالی است که از اردبیل، حاج باباخان اردبیلی فعالیت‌های مشروطه خواهی خود را آغاز و نسبت به روشن گری اردبیلی‌ها اقدام کرد. تهران، رشت و اردبیل سه مثلث اساسی مشروطه می‌باشد و ضروری است مورخان به تبیین و بازخوانی هویت و تاریخ این شهر بپردازند. در عین حال پرداخت تاریخی باید طوری باشد تا مردم ایران نیز به نقش کلیدی اردبیل در واقعه مشروطه پی ببرند.

## انتقاد از کسروی
مجتبی مینوی در مقاله‌ای با عنوان «شیوه فارسی‌نویسی» نوشته است: 
عبارات خشک و بی‌جان و سمجی مثل مقالات و مقولات مرحوم احمد کسروی در ورجاوند بنیاد، بهایی‌گری و داوری و امثال آنها، اگر به مرز و اسطرلاب بتوان از آنها معنایی استخراج کرد، تازه چنگی به دل نمی‌زند و چیزی نیست که هفده بار پیش از او، نگفته باشند.
مینوی در مجله سخن در مورد کسروی چنین نوشته است:
مرده‌شور ترکیب سید احمد کسروی را ببرد که بسیار احمق و بی‌سلیقه بود.
هوشنگ اتحاد به نقل از سعید نفیسی در مورد کسروی آورده است:
کسروی در آن زمان عمامه سیاه به سر داشت و لباده و قبای بلند می‌پوشید. عبای سیاهی به روی آن می‌افکند. عمامه کوچک فشرده او بهترین نماینده طلاب تبریز بود. چهره‌ای لاغر، استخوان‌های برجسته، سیمای رنج‌کشید و عسبانی و در ضمن مستبد به رای و مصر در عقاید را نشان می‌داد... به من ثابت شد که مرد بسیار بی‌باکی است... سرش بوی قرمه‌سبزی می‌داد... کسروی از من خواست وی را به خانه ادیب‌السلطنه (وزیر عدلیه) ببرم و کاری کنم که دوباره ماموریتی به او بدهد... معلوم شد... در هر مامویتی که رفته با اعضای ادارات آن شهر و زیردستان خود و حتی ارباب‌رجوع درافتاده و آنها را رنجانیده است.
مرحوم سمیعی در حضور من متعهد شد کار دیگری به او رجوع کند اما شرط کرد که در این ماموریت ملایم‌تر و خوش‌روتر و سازگارتر باشد. او هم پذیرفت. اما گویا هرگز این شرط که کرده بود، به کار نبست... در جعل لغات بی‌باک بود و کلمه‌هایی می‌ساخت که سابقه نداشت و مطابق موازین علمی زبان فارسی نبود... آنچه درباره‌ی حافظ و سعدی و تصوف و دین شیعه گفت، نه تنها به نفع ایران نبود، بلکه مغرضانه هم بود. بالاتر از همه به کسانی پرخاش کرد که اصلاً درباره آنها اطلاع نداشت. کتاب‌های تولستوی و آناتول فرانس را نخوانده بود و به آنها ایراد می‌گرفت.
گاهی سخت در اشتباه بود و چون مرد افراطی و مستبد به رای بود، در این اشتباه پافشاری می‌کرد و مطلقاً برای پی‌بردن به مخالفت، آماده نبود. در زندگی خصوصی نیز به همین اندازه تند می‌رفت. در جعل لغات بی‌باک بود و گاهی بی‌گدار به آب می‌زد.

### مقالات آکادمیک
- «ایران‌نامه، ویژه احمد کسروی». فصلنامه ایران نامه. بنیاد مطالعات ایران (۷۸ و ۷۹). ۱۳۸۱. دریافت‌شده در ۲۰۱۳-۰۴-۰۳.

- Abrahamian, Ervand (1973). "Kasravi: the integrative nationalist of Iran". Middle Eastern Studies (به انگلیسی). London: Frank Cass. ۹ (۳): ۲۷۱–۲۹۵. doi:۱۰٫۱۰۸۰/۰۰۲۶۳۲۰۷۳۰۸۷۰۰۲۴۹. Archived from the original on 20 February 2013. Retrieved 2013-10-02. {{cite journal}}: Check |doi= value (help)
- Dadkhah, Kamran M (1998). "Ahmad Kasravi on economics". Middle Eastern Studies (به انگلیسی). London: Frank Cass. ۳۴ (۲): ۳۷–۵۹. doi:۱۰٫۱۰۸۰/۰۰۲۶۳۲۰۹۸۰۸۷۰۱۲۲۱. Archived from the original on 20 February 2013. Retrieved 2013-10-02. {{cite journal}}: Check |doi= value (help)
- Jazayery, Mohammad Ali (1973). "Ahmad Kasravî and the Controversy over Persian Poetry 1. Kasravî's Analysis of Persian Poetry". International Journal of Middle East Studies (به انگلیسی). Cambridge University Press. ۴ (۰۲): ۱۹۰–۲۰۳. doi:10.1017/S0020743800027446. Retrieved 2013-01-03.
- Jazayery, Mohammad Ali (1981). "Ahmad Kasravî and the Controversy Over Persian Poetry". International Journal of Middle East Studies (به انگلیسی). Cambridge University Press. ۱۳ (۰۳): ۳۱۱–۳۲۷. doi:10.1017/S0020743800053447. Retrieved 2013-01-03.

### دانشنامه
- Ridgeon, Lloyd (2018). "Kasravī, Aḥmad". Encyclopaedia of Islam (به انگلیسی) (3nd ed.). Brill. Retrieved 20 February 2025.
- Amini, Moḥammad (2012a). "KASRAVI, AḤMAD ii. ASSASSINATION". Encyclopædia Iranica (به انگلیسی). Vol. ۱۶. New York: Bibliotheca Persica Press. p. ۹۲–۹۴. Archived from the original on 3 June 2012. Retrieved 3 June 2012.
- Amini, Mohammad (2012b). "KASRAVI, AḤMAD v. AS SOCIAL AND RELIGIOUS REFORMER". Encyclopædia Iranica (به انگلیسی). Vol. ۱۶. New York: Bibliotheca Persica Press. p. ۹۷–۹۹. Archived from the original on 20 February 2013. Retrieved 3 June 2012.
- Amini, M; EIr (2012c). "KASRAVI, AḤMAD vii. A BIBLIOGRAPHICAL SURVEY". Encyclopædia Iranica (به انگلیسی). Vol. ۱۶. New York: Bibliotheca Persica Press. p. ۱۰۲–۱۰۵. Archived from the original on 20 February 2013. Retrieved 3 June 2012.
- JAZAYERY, M. A (1997). "KASRAWĪ TABRĪZĪ". Encyclopædia of Islam (به انگلیسی). Vol. ۴ (۲ ed.). LEIDEN: E. J. BRILL. p. ۷۳۲–۳۳.
- Manafzadeh, Alireza (2012a). "KASRAVI, AḤMAD iii. AS HISTORIAN". Encyclopædia Iranica (به انگلیسی). Vol. ۱۶. New York: Bibliotheca Persica Press. p. ۹۴–۹۷. Archived from the original on 20 February 2013. Retrieved 3 June 2012.
- Manafzadeh, Ali Reżā (2012b). "KASRAVI, AḤMAD i. LIFE AND WORK". Encyclopædia Iranica (به انگلیسی). Vol. ۱۶. New York: Bibliotheca Persica Press. p. ۸۷–۹۲. Archived from the original on 20 February 2013. Retrieved 3 June 2012.
- Parvin, Nassereddin (2009). "PEYMĀN". Encyclopædia Iranica (به انگلیسی). Retrieved 3 July 2013.
- Ridgeon, Lloyd (2012). "KASRAVI, AḤMAD vi. ON MYSTICISM AND PERSIAN SUFI POETRY". Encyclopædia Iranica (به انگلیسی). Vol. ۱۶. New York: Bibliotheca Persica Press. p. ۹۹–۱۰۱. Archived from the original on 20 February 2013. Retrieved 3 June 2012.